# Гладијус
Гладијус (лат. glădĭus) је латинска реч за мач и коришћена је за примарни мач пешадијске војске античког Рима. Ранији римски мачеви су били слични онима који су користили Грци. Од 3. века п. н. е. римљани су усвајали мачеве сличне онима који су користили Келтибери и други током раног дела освајања Шпаније. Гладијус је проистекао вероватно од врсте кратког мача који су користили Самнити и Ибери, а модификован је према потребама легије. Тај мач је био познат под именом Gladijus Hispaniensis, или "шпански мач".
Потпуно опремљени римски легионар је имао штит, копље (хаста или пилум), мач (гладијус), често и нож (пуги). Уобичајено, копље се бацало да би се онеспособио штит непријатеља пре блиске борбе, у чему би гладијус онда наступао. Све врсте гладијуса су прикладне за сечење и убадање. Дршка се израђивала од кости (слоноваче) и дрвета, а оштрица од челика.
Постоји и група подела на четири основна типа гладијуса који су били коришћени:
- Гладијус Хиспанис - најранији и најдужи гладијус коришћен од 216. године п. н. е. до 20. године п. н. е., са дужином мача од 75 до 85 cm. Почетак његове производње се везује за истоимени град у коме је био војни логор.
- Мајнц гладијус - улази у употрбу у раном Царству. Задржава кривину мача, али добија скраћено, проширено сечиво. 
- Помпејски гладијус - најпопуларнија верзија мача где се елиминише закривљеност и мач остаје са паралелним оштрим ивицама и троугластим врхом.
Фулам гладијус - је најмлађи тип гладијуса и имао је праве ивице и издужени троугласти врх.